# سینما پایتخت
سینما پایتخت یک سینما در تهران، ایران است.
این سینما که در میدان هفت تیر، ابتدای خیابان مفتح شمالی قرار دارد در سال ۱۳۸۲ تأسیس شده و دارای دو سالن به ظرفیت کلی ۵۷۰ نفر می‌باشد.